# Zhongguo minjian gushi xuan
Zhongguo minjian gushi xuan (chinesisch 中国民间故事选 – „Ausgewählte Volkserzählungen aus China“; engl. Selected Chinese Folktales)  ist eine im People's Literature Publishing House erschienene 3-bändige chinesischsprachige Anthologie, die von Jia Zhi und Sun Jianbing herausgegeben wurde, zunächst in zwei Sammlungen 1958 bzw. 1962, der 1980 ein dritter Band folgte.

## Einführung
Es ist eine Anthologie moderner chinesischer Volksmärchen verschiedener ethnischer Gruppen. Nach der Gründung der Volksrepublik China wurden die Volksmärchen verschiedener ethnischer Gruppen in relativ großer Zahl gesammelt, organisiert und übersetzt. Die Ausgewählten Volkserzählungen aus China sind nach verschiedenen ethnischen Gruppen, Regionen, Typen, Inhalten, Stilen und anderen Gesichtspunkten ausgewählt.
Im Band von 1980 wurde Geschichte der De'ang-Volksgruppe (ursprünglich der Benglong-Volksgruppe) und die Legende von Premier Zhou usw. hinzugefügt.
Die Anthologie enthält 241 Geschichten aus 42 ethnischen Gruppen, wobei mehr als die Hälfte der Geschichten von ethnischen Minderheiten stammen. Abgesehen von einigen Kapiteln, die in den 'befreiten Gebieten' (jiěfàngqū 解放区) veröffentlicht worden waren, wurde die überwiegende Mehrheit nach der Gründung der Volksrepublik China gesammelt.
Die Anthologie spiegelt bis zu einem gewissen Grad den Reichtum und die Farbigkeit der Volkserzählungen aller ethnischen Gruppen Chinas wider, was es zu einem relativ einflussreichen Folklorelesebuch in den 1960er Jahren machte. Die Sammlung wurde auch vom Hanyu da zidian herangezogen.